# مقاطعة فيرميليون (إنديانا)
مقاطعة فيرميليون (بالإنجليزية: Vermillion County, Indiana)‏ هي إحدى مقاطعات ولاية إنديانا في الولايات المتحدة. ، بلغ عدد سكانها 16212 نسمة في عام 2010 حسب إحصاء مكتب تعداد الولايات المتحدة وتصل الكثافة السكانية فيها 24.37 نسمة/كم2.

## وصلات خارجية
- www.vermilliongov.us
- United States Counties